# Монина, Варвара Александровна
Варвара Александровна Монина  (27 октября 1894 года, Москва — 9 марта 1943 года, там же) — русский советский поэт.

## Биография

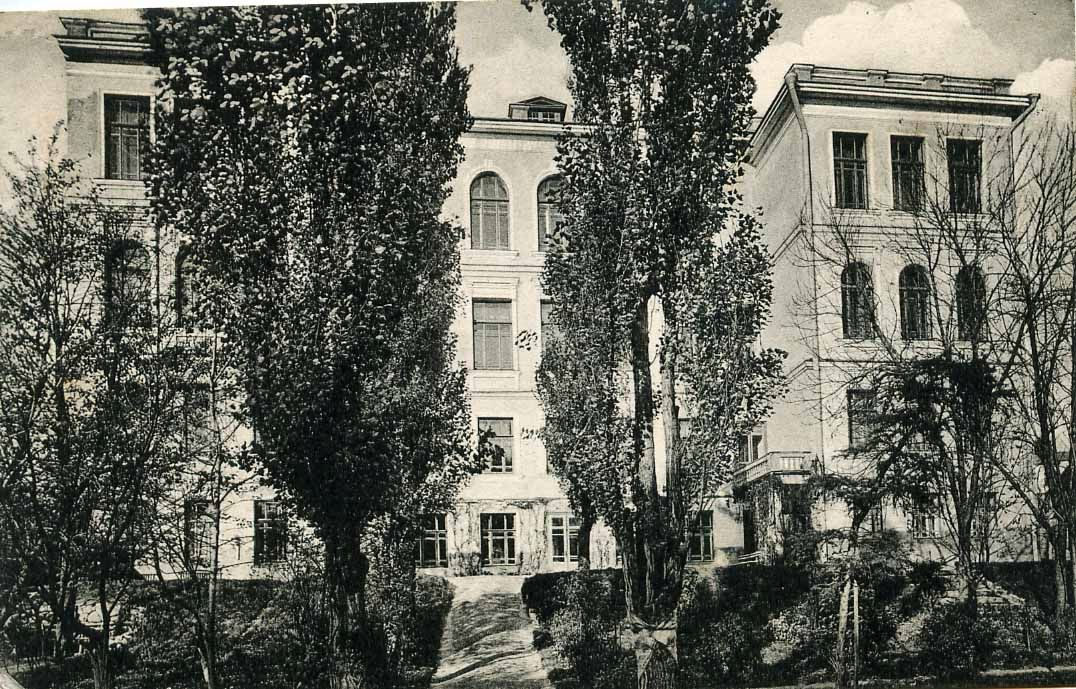
Частная женская гимназия Е. Е. Констан. 1919—1914

Родилась в 1894 году в Москве в семье потомственного гражданина, купца первой гильдии Александра Ильича Монина (1864—1921). Семьи Мониных жила в большой квартире на Знаменке, в семье было 8 детей — 4 брата, 4 сестры. Варвара была старшей из сестер.
Окончила частную московскую женскую гимназию Е. Е. Констан, поступила на словесное отделение историко-филологического факультета Высших женских курсов. Однако высшее образование по разным причинам, включая слабое здоровье, осталось незаконченным.
Работала в разных организациях, последними местами работы были архив Ленинской библиотеки и Антирелигиозный музей.
Любила творчество М. Ю. Лермонтова, собиралась писать о нем исследовательскую работу. Первой ее рукописной книгой стихов, написанной в 1914 году, была книга «Анемоны». Название книга получила от репродукции картины В. А. Котарбинского «Анемоны» (христианский символ страдания) на открытке, имевшейся у поэтессы. В молодости поэтессу интересовали вопросы страданий и смерти. На это были причины — ее возлюбленный, Яков Львович Гордон, погиб 28 ноября 1919 года на фронте у деревни Васильевка под Новохопёрском.

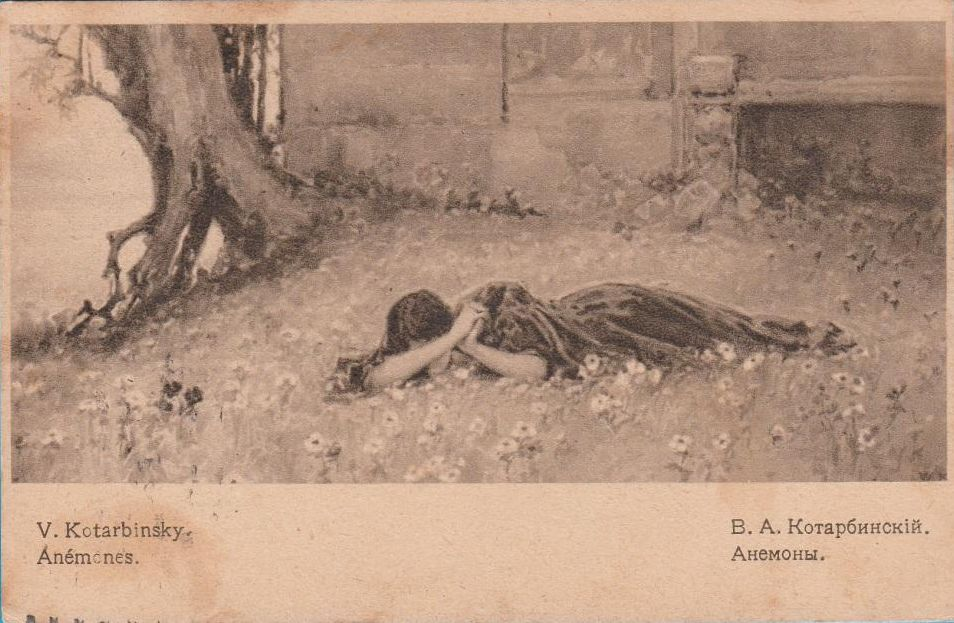
Котарбинский В. А. Анемоны

Её перу принадлежат сборники стихотворений «В центре фуг», «Музыка земли», «Тополиная бухта», «Вахта», «Оттрепетали барабаны», «Рассветный час», «Второй „Домострой“», «Желанье лета», «Колючий груз», «Бедное богатство», «В разрывах туч», «Дорога вдаль», «Оборона», «Разлука», «Детское», «Стремнина», «Снег», «Насквозь», «Звал ветер» и поэм: «Детство», «Восстанье цветов», «Пушкин», «Камчатка», «Письма Алексея», «Легенда о ключе» и др. Варвара Александровна Монина участвовала в работе литературных объединений «Литературное звено», «Литературный особняк», была членом Всероссийского Союза поэтов (СОПО).
Скончалась 9 марта 1943 года. Похоронена через несколько месяцев в Москве на Донском кладбище. Могила ее утеряна. В семейной захоронении на Новодевичьем кладбище (участок № 1, ряд 35) у памятника Александру Монину на земле лежит мраморная доска — Вечная память Варваре Мониной.

## Творчество
В литературе имя поэтессы известно по ее произведениям, напечатанным в литературных сборниках: «Литературный особняк», 1921, № 1 («Лермонтов на Кавказе», «Площадь у храма», «Тамань»); «Свиток», 1922, № 2; «Литературный особняк: Второй сборник. Стихи» М., 1929 («За далью синего моста…», «Что же, мы знали, как, волнуясь запахом…») и др. Ее стихи появлялись на страницах сборников Союза поэтов: «Сон завалил камнем…» (СОПО. 1-й сборник стихов. М., 1921), «Читателю» (Новые стихи. 2-й сборник стихов СОПО. М., 1927); стихотворения «В тихий свет», «Обожжет болото», «Фили» вошли в сборник «Свиток» № 2 (М., 1922), который был подготовлен литературным кружком «Никитинские субботники».
При жизни печатались ее переводы с латышского стихотворений Яна Райниса (1865—1929).
Переводила немецкие сказки, несколько книг с французского, включая: роман «Нана», «Самозванец Тома» Жана Кокто, книгу рассказов Жана Кокто «Атака автобусов». Переводила стихи Шарля Бодлера (1821—1867). Из прозы — писала рассказы для детей и взрослых, статьи на антирелигиозные темы.

## Семья
Была замужем за Сергеем Павловичем Бобровым (1889—1971), поэтом, писателем, переводчиком, математиком и стиховедом, одним из основоположников русского футуризма. В семье росли две дочери, Марина (1922—1981) и Любовь (1928—1994). Племянник Андрей Сергеевич Монин (02.07.1922—22.09.2007), сын старшего брата Сергея, был выдающимся ученым, математиком, учеником великого Колмогорова, директором Института океанологии АН СССР, академиком АН СССР. Двоюродная сестра Ольга Алексеевна Мочалова (1898—1978) — поэтесса. В воспоминаниях О. А. Мочаловой «Литературные спутники» подробно описана жизнь и творчество В. Мониной.